# Новодевичья набережная
Новоде́вичья на́бережная — набережная в Москве, расположена на левом берегу Москвы-реки в Хамовниках между Новодевичьим проездом и улицей Лужники.

## Происхождение названия
Название получила в XIX веке в связи с близостью к Новодевичьему монастырю.

## Описание
Новодевичья набережная является продолжением Саввинской от Новодевичьего проезда, проходит на юго-запад напротив Бережковской набережной вдоль парка у Новодевичьего монастыря, направо начинается Хамовнический Вал, затем проходит под Лужнецким железнодорожным мостом Малого кольца МЖД и Бережковский мостом Третьего транспортного кольца, за улицей Лужники переходит в Лужнецкую набережную. Домов по набережной не числится.
Набережная представляет собой пространство, пригодное для совместного использования пешеходами, велосипедистами и автомобилистами. Реконструированная и благоустроенная в 2015 году по проекту бюро Kleinewelt Architekten, она совмещает транзитную и рекреационную функцию. Здесь расширен тротуар для пешеходов (на 5 – 6.5 метра, общая ширина тротуара – более 12 метров), есть двухполосная велосипедная дорожка и велопарковки. Обустроена инфраструктура для отдыха: скамейки (в том числе круглой формы под деревьями), клумбы, камерное освещение, представленное невысокими торшерами.